# En-nirgal-ana
En-nirgal-ana (sum. en.nir.gál.an.na) – księżniczka mezopotamska, córka Ur-Nammu, założyciela III dynastii z Ur. Pełniła funkcję arcykapłanki boga księżyca Nanny w Ur. W trakcie wykopalisk w Ur odnaleziono dwa kamienne przedmioty z umieszczoną na nich jej inskrypcją wotywną dedykowaną bogini Ningal.